# Elisabeth Udolf-Strobl

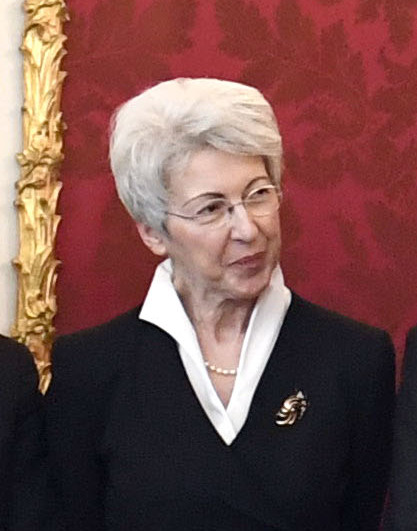
Elisabeth Udolf-Strobl em 2019

Elisabeth Udolf-Strobl (nascida em 12 de abril de 1956) é uma funcionária pública austríaca. Ela serviu como Ministra de Assuntos Digitais e Económicos no governo de Bierlein.
Udolf-Strobl estudou na Universidade de Viena e na Academia Diplomática de Viena. A partir de 1986 foi contratada pelo Ministério do Comércio austríaco. A partir de 2018 foi membro do conselho da Austrian Standards International. Em 3 de junho de 2019 foi empossada ministra federal.